# Monardia armata
Monardia armata är en tvåvingeart som beskrevs av Jaschhof 2003. Monardia armata ingår i släktet Monardia och familjen gallmyggor.
Artens utbredningsområde är Tyskland. Arten är reproducerande i Sverige. Inga underarter finns listade i Catalogue of Life.